# 牛形山
牛形山（うしがたやま）は、岩手県北上市と和賀郡西和賀町との境界にある山である。奥羽山脈に含まれる山の一つで、標高は1,339.8mである。登山口の標高は578mであり、標高差は762m。経塚山、金ヶ崎駒ヶ岳とともに夏油三山の一つに数えられている。
登山道は東麓にある夏油温泉から通じている。